# Xenomeris saccifolii
Xenomeris saccifolii är en svampart som beskrevs av Samuels, M.E. Barr & Rogerson 1988. Xenomeris saccifolii ingår i släktet Xenomeris, ordningen Capnodiales, klassen Dothideomycetes, divisionen sporsäcksvampar och riket svampar.   Inga underarter finns listade i Catalogue of Life.